# (4200) Shizukagozen
(4200) Shizukagozen est un astéroïde de la ceinture principale. Il tient son nom d'une femme célèbre de la littérature et de l'histoire japonaise Shizuka Gozen.

## Description
(4200) Shizukagozen est un astéroïde de la ceinture principale. Il fut découvert le 28 novembre 1983 à Karasuyama par Yoshiaki Banno et Takeshi Urata. Il présente une orbite caractérisée par un demi-grand axe de 2,72 UA, une excentricité de 0,22 et une inclinaison de 7,8° par rapport à l'écliptique.

## Compléments